# Gestió de projectes
Dins l'àmbit de la gestió, la gestió de projectes és l'activitat de planificar, organitzar, motivar i controlar recursos, procediments i protocols per tal d'aconseguir un objectiu específic, com pugui ser realitzar un projecte dintre d'unes restriccions d'abast, qualitat, temps i cost.
Un projecte és un esforç temporal assumit per a crear un producte, resultat o servei únic, que porta canvis beneficiosos o valor afegit.
Aquesta propietat de ser un esforç temporal i únic contrasta amb els processos, o operacions, que són treballs que es fan permanentment o semi-permanentment per a crear un mateix producte o servei de forma permanent, o repetida. La gestió d'aquests dos sistemes és sovint molt diferent i requereix habilitats tècniques i estratègies de gestió diferents, cosa que explica la necessitat del desenvolupament diferenciat de la gestió de projectes.
El primer repte de la gestió de projectes és estar segur de què un projecte serà entregat dintre de les restriccions definides. El segon repte és la ubicació i integració òptima dels recursos necessaris (diners, persones, materials, energia, espai, subministraments, qualitat, comunicació, etc.) per a assolir els objectius predefinits.

## Descripció del treball
La gestió de projectes és bastant sovint la tasca i la responsabilitat d'un project manager o cap de projecte individual. Aquest individu rarament participa directament en les activitats que produeixen el resultat final. En comptes d'això, procura mantenir el progrés i la interacció mútua productiva de diverses parts, de forma que el risc global de fracàs és reduït.
Un project manager és sovint un representant del client i ha de determinar i implementar les necessitats exactes del client (plasmades als requeriments), basant-se en el coneixement de l'equip que està representant. La capacitat per a adaptar-se als diversos procediments interns de la part contractant, i crear vincles estrets amb els representants nominats és essencial per a assegurar que qüestions clau com el cost, el temps, la qualitat, i -per damunt de tot- la satisfacció del client poden realitzar-se.
En qualsevol camp, un cap de projecte reeixit ha de ser capaç de visionar el projecte sencer des de l'inici fins al final, i tenir la capacitat per a assegurar que la seva visió és realitzada.
Qualsevol tipus de producte o servei -construccions, vehicles, aparells electrònics, software, serveis financers, etc.- pot tenir la seva implementació supervisada per un project manager, i les seves operacions, per un product manager.

## Les tres restriccions tradicionals
Com a qualsevol organització, els projectes necessiten ser realitzats i entregats sota certes restriccions. Tradicionalment, aquestes restriccions han estat l'abast, el temps, i el cost. Aquestes són conegudes també com a el Triangle de la gestió de projectes, on cada costat representa una restricció. Un costat del triangle no pot ser canviat sense afectar els altres.
- La restricció de l'abast fa referència a qué ha de fer-se per a produir el resultat final del projecte
- La restricció del temps fa referència a la quantitat de temps disponible per a completar un projecte
- La restricció del cost fa referència a la quantitat pressupostada disponible per al projecte

Aquestes tres restriccions competeixen sovint entre elles: 
- L'augment de l'abast generalment implica l'augment del temps i l'augment del cost
- La reducció del temps pot implicar l'augment del cost i la reducció de l'abast
- La reducció del pressupost pot implicar l'augment del temps i la reducció de l'abast

La disciplina de la gestió de projectes tracta sobre el proveiment d'eines i tècniques que possibiliten que l'equip del projecte organitzi el seu treball per a adequar-se a aquestes restriccions.

### Temps
Per a propòsits analitics, el temps requerit per a produir un bé lliurable és estimat fent servir diverses tècniques. Un mètode és identificar les tasques necessàries per a produir els béns documentats en una estructura descendent de treball o WBS. L'esforç de treball per a cada tasca és estimat, i aquestes estimacions són recollides a l'estimació de lliurament final.
Les tasques són també prioritzades, les dependències entre tasques són identificades, i aquesta informació és documentada en un calendari de projecte. Les dependències entre les tasques poden afectar la llargària de tot el projecte (si està restringit per dependències), como ho pot fer la disponibilitat dels recursos (si està restringit per recursos). El temps no és considerat un cost o un recurs, ja que el project manager no pot controlar el ritme al que es gasta. Això el fa diferent de totes les altres categories de recursos i costos.

### Cost
El cost per a desenvolupar un projecte depèn de diverses variables que inclouen (principalment): quantitat de recursos, ritmes de treball, ritmes de consum de material, gestió del risc (per exemple contingència de costos), gestió del valor aconseguit, fàbrica (edificis, màquines, etc.), equipament, augment de costos, costos indirectes, i benefici.

### Abast
Requisits especificats per al resultat final. La definició global del que se suposa que el projecte fa, i una descripció específica de què hauria de ser o complir el resultat final. Un component major de l'abast és la qualitat del producte final. La quantitat de temps posada en les tasques individuals determina la qualitat total del projecte. Algunes tasques poden requerir una quantitat donada de temps per a ser acomplertes adequadament, però donat més temps poden ser acomplertes millor. Al llarg del curs d'un gran projecte, la qualitat pot tenir un impacte significatiu en el temps i el cost (o vice versa).

## Definicions
- PMI (Project Management Institute) El PMI és una associació professional sense ànim de lucre fundada el 1969. La seva missió és millorar la pràctica, la ciència i la professió de la gerència de projectes a través del món amb una actitud conscient i proactiva, amb l'objectiu que les organitzacions adoptin, valorin i utilitzin la gerència de projectes i, a més, li atribueixin el seu èxit.
- PMBOK (Project Management Body of Knowledge) és una col·lecció de processos i àrees de coneixement generalment acceptades com a les millors pràctiques dins la gestió de projectes.